# Paradise Island (Bahamas)
Paradise Island ist eine Insel, die zu den Bahamas gehört. Sie umfasst eine Fläche von etwa 2,77 Quadratkilometern. Die Insel liegt 440 Meter vor der Nordküste der bahamaischen Hauptinsel New Providence und wird zum Stadtbezirk (Wahlbezirk, supervisory district) Montagu der Landeshauptstadt Nassau gerechnet. Paradise Island ist bekannt für die große Hotelanlage Atlantis Paradise Island und seine zahlreichen Wasserparks, Poolanlagen, Strände, Restaurants, Kasinos und Aquarien.

## Geschichte
Vor dem Zweiten Weltkrieg war die Insel noch als Hog Island bekannt und war Privateigentum des schwedischen Großindustriellen Axel Lennart Wenner-Gren. 1959 reiste Huntington Hartford, ein Erbe des A&P-Imperiums, nach Hog Island, um die Insel von Wenner-Gren zu erwerben. Er änderte den Namen in Paradise Island und beauftragte den Architekten John Volk damit, verschiedene Gebäude und Areale zu errichten, unter anderem den Ocean Club oder das Café Martinique. Darüber hinaus kaufte Hartford ein Kloster aus Montréjeau aus dem 14. Jahrhundert, das bereits in den 1920er Jahren von William Randolph Hearst demontiert worden war und ließ es auf seiner Insel schließlich wiederaufbauen. Er warb den Golfspieler Gary Player und den Tennisprofi Pancho Gonzales für die Sportplätze der Insel an. Die Eröffnung seines Resorts wurde in auflagenstarken Tageszeitungen wie der Newsweek sowie dem Time Magazin thematisiert. Das Feuerwerk für die Eröffnungszeremonie ließ Hartford aus Südfrankreich einfliegen. Der Paradise Beach wurde auf den bahamaischen Dollar-Noten von 1966 abgedruckt.
In den 1970er Jahren traf sich Hartford schließlich mit Jim Crosby, gewann diesen als Investor und erhielt die Glücksspiel-Lizenz für Paradise Island. Jim Crosby und Jack Davis gründeten die Resorts International, um die Entwicklung der Insel und des Resorts zu beschleunigen. Über das Unternehmen bauten sie die Brücke zwischen der Insel New Providence und Paradise Island und errichteten Großhotels. Kurz darauf wurde auch das erste Kasino errichtet und brachte dem Unternehmen schon im ersten Jahr einen Profit von über 300 Millionen US-Dollar ein. Die Aktie des Resorts stieg von durchschnittlich ein bis drei Dollar auf über 200 Dollar.
In den 1980er Jahren wurde Paradise Island für 79 Millionen US-Dollar verkauft, danach erwarb der Entertainer Merv Griffin es bereits für 400 Millionen US-Dollar. Zuletzt wurde es für 125 Millionen US-Dollar an den südafrikanischen Hotelmagnaten Sol Kerzner († 2020) verkauft. Der derzeitige Wert des Resorts wird auf zwei Milliarden Dollar geschätzt.

## Struktur
Heute ist vor allem der Nordwesten und Norden der Insel von großen Hotelanlagen geprägt, dort befindet sich auch die zum gleichnamigen Hotelkomplex gehörende Atlantis Lagoon. Im Westen der Insel befindet sich ein etwa zwei Kilometer langer und weniger als 100 m breiter Ausläufer, auf dem sich neben Wildwuchs auch private Villen mit Bootsanlegern befinden. Etwa mittig auf der Insel, zwischen dem Atlantis-Komplex und dem Lakeview Drive, befindet sich ein kleines Naturreservat mit künstlich angelegtem See, südlich dessen wurden zwei Einzelhandelsareale errichtet. Südlich des Atlantis-Hotels befindet sich der künstlich geschaffene Paradise Lake, der vor allem als Yachthafen dient, über einen Wasserweg zur Bucht vor Nassau verfügt und am Rande der gehobenen Einzelhandelspassage Marina Village liegt. Im Süden der Insel befindet sich zum einen eine private, abgesicherte Wohnanlage mit auffällig bunt gestrichenen Häusern, zum anderen ein Haltepunkt der Passagierfähre der Bahamas Fast Ferries, die die Insel mit der Hauptinsel verbinden. Der Osten der Insel sowie der Bereich südlich des Paradise Island Drive sind von privaten Wohnanlagen geprägt, hier befindet sich auch ein großer Golfplatz. Im Südosten der Insel befindet sich ein zweiter Yachthafen und am Paradise Island Drive findet man mit French Cloisters die Rekonstruktion eines mittelalterlichen Kreuzgangs.
Offiziell hat die Insel neun öffentliche und private Strände. Von Südwesten nach Osten: Casuarina Beach, Colonial Beach, Paradise Beach, Cove Beach, Sunrise Beach, Cabbage Beach, Arawak Beach, Smugglers Beach, Victoria Beach. Die meisten dieser Strände gehören zu den Hotel- oder Wohnanlagen, öffentlicher Zugang besteht jedoch zum Casuarina Beach im Süden sowie zum Sunrise Beach und Cabbage Beach im Norden.

## Verkehr
Seit 1966 ist Paradise Island über eine Fußgänger- und Verkehrsbrücke mit der Insel New Providence verbunden, in den späten 1990er Jahren wurde eine zweite Brücke errichtet, seither ist für beide Fahrtrichtungen jeweils eine Brücke vorhanden. Für den Straßenverkehr wird beim Verlassen der Brücke nach Befahren der Insel eine Gebühr erhoben, die zumeist etwa 1 US$ entspricht.

## Filmkulisse
Paradise Island diente als Drehort für verschiedene Filme. Insbesondere durch den James-Bond-Film Feuerball erlangte die Insel und der im Norden gelegene Paradise Beach 1965 Bekanntheit; 2006 entstanden im Resort Szenen für Casino Royale. Andere dort gedrehte Filme waren der Beatles-Film Hi-Hi-Hilfe! von 1965 und After the Sunset von 2004. 

## Bildergalerie

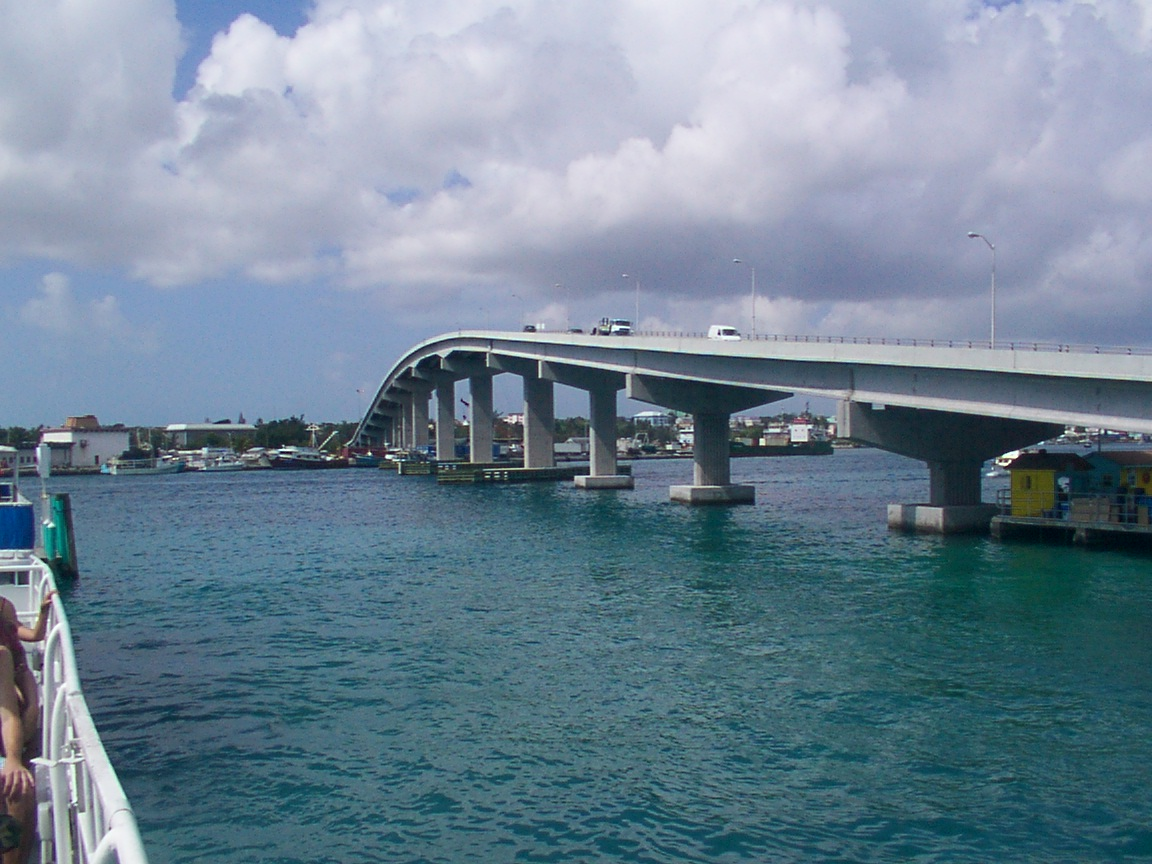
Brücke nach Paradise Island
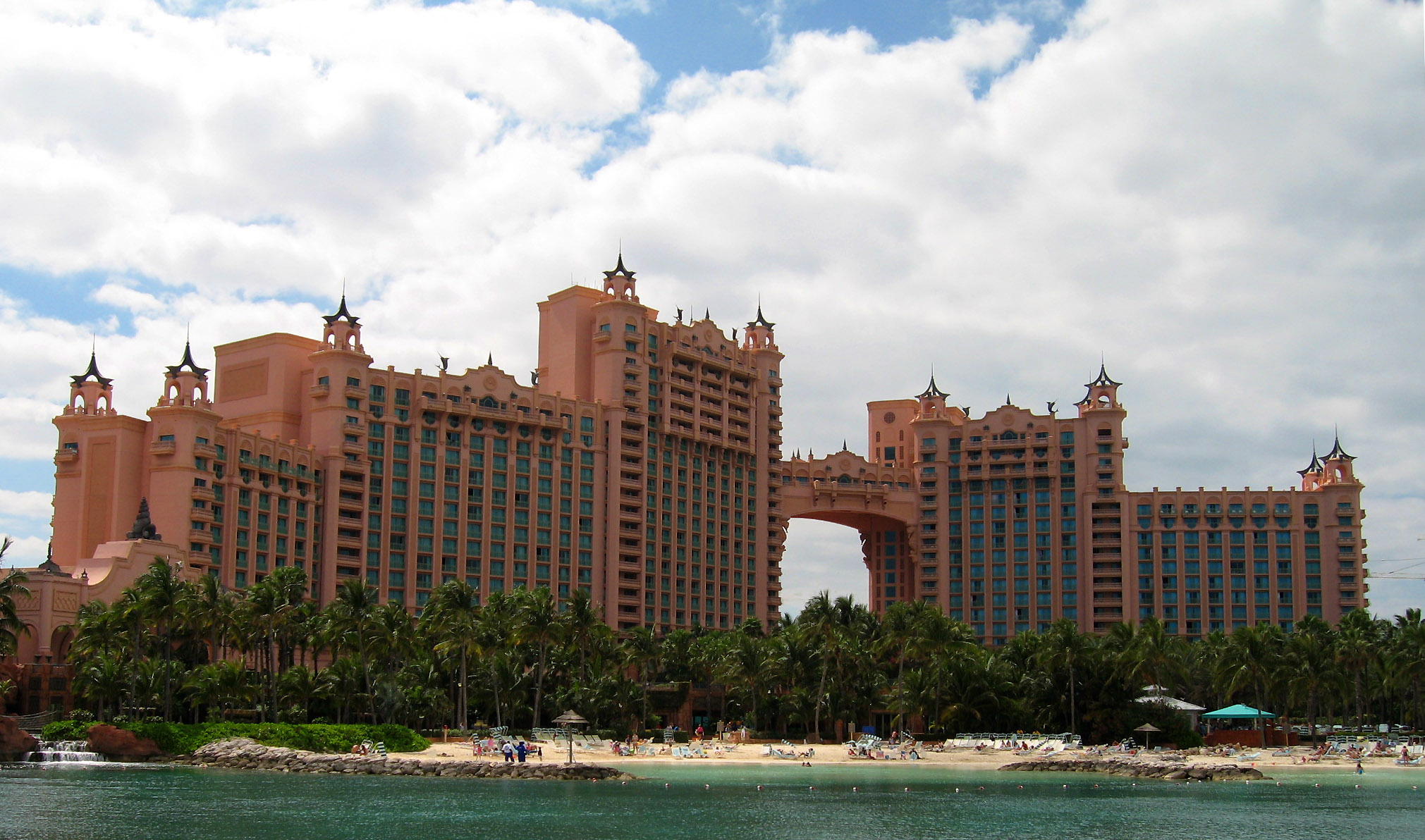
Die Royal Towers des Atlantis-Hotels
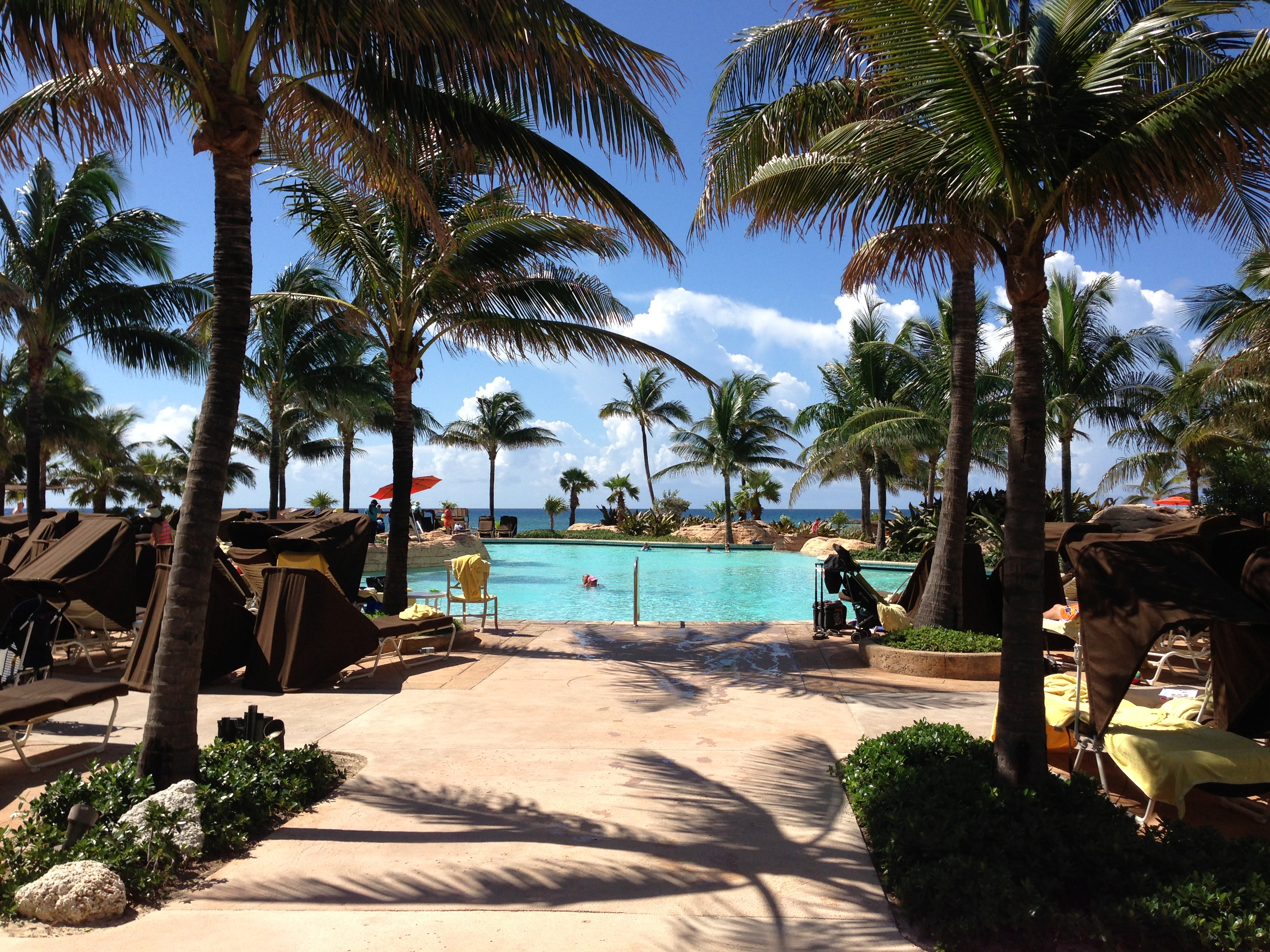
Poolbereich des Atlantis-Hotels
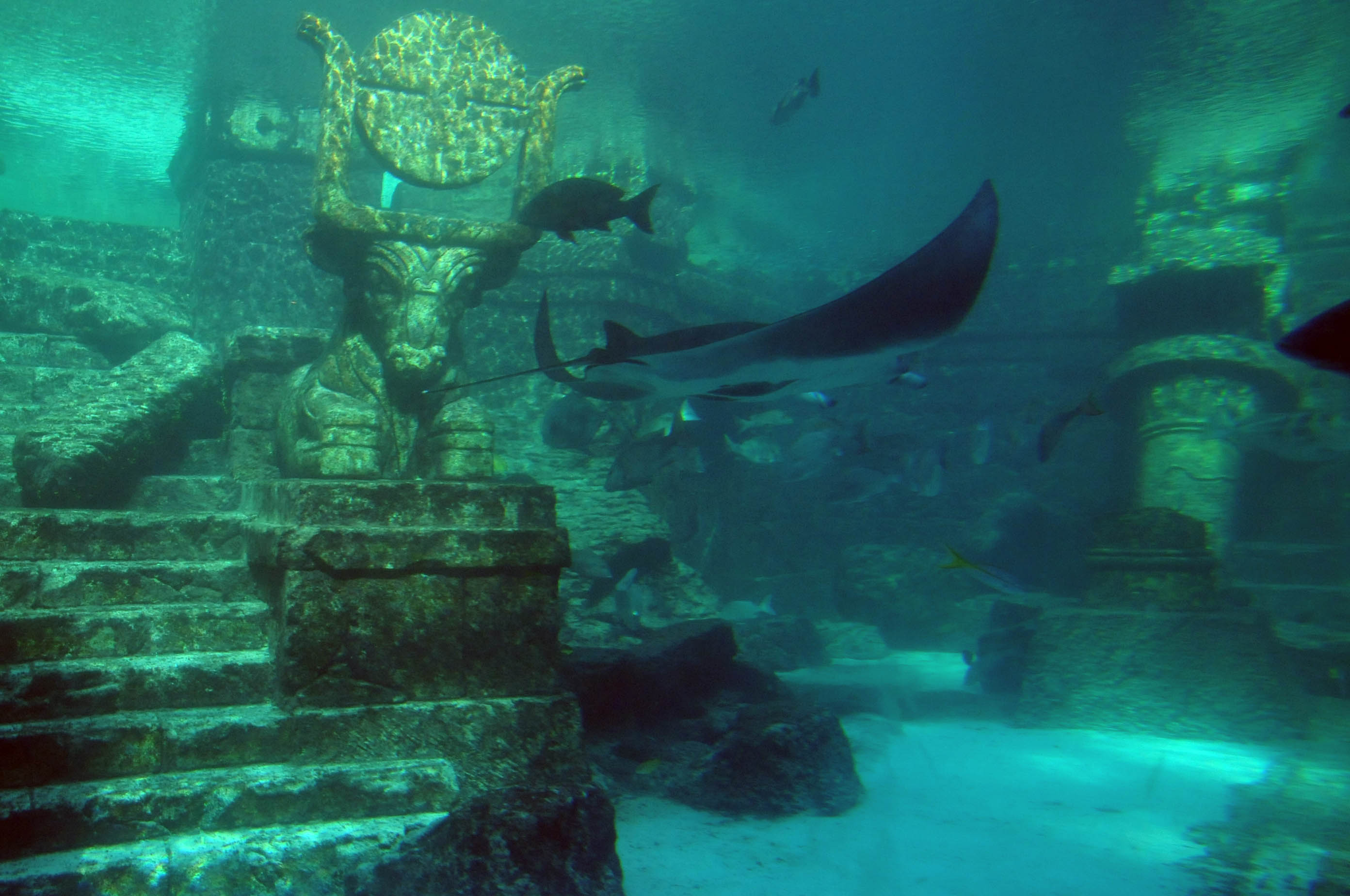
Aquarium im Atlantis-Hotel
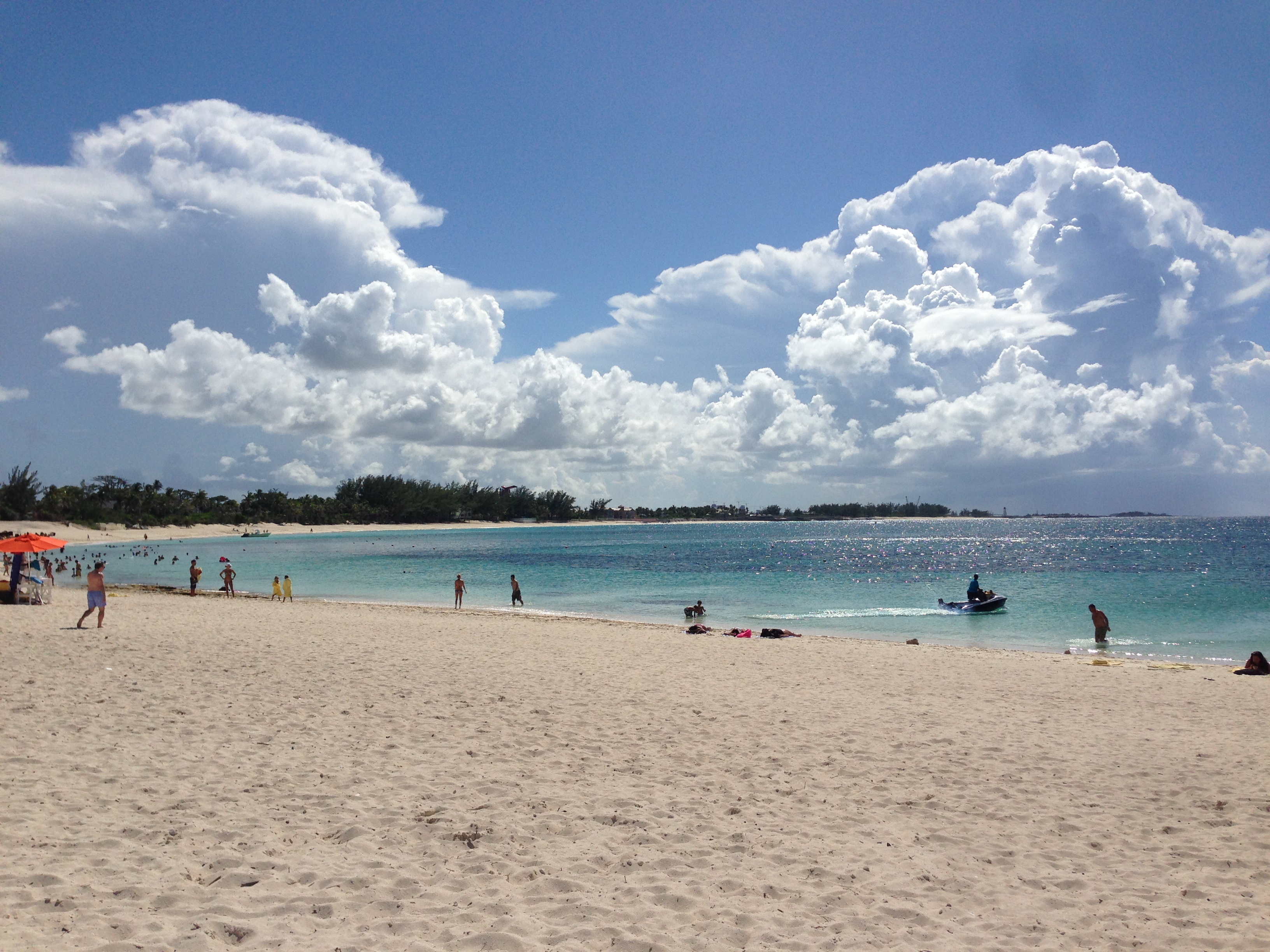
Paradise Beach mit westlichem Ausläufer im Hintergrund
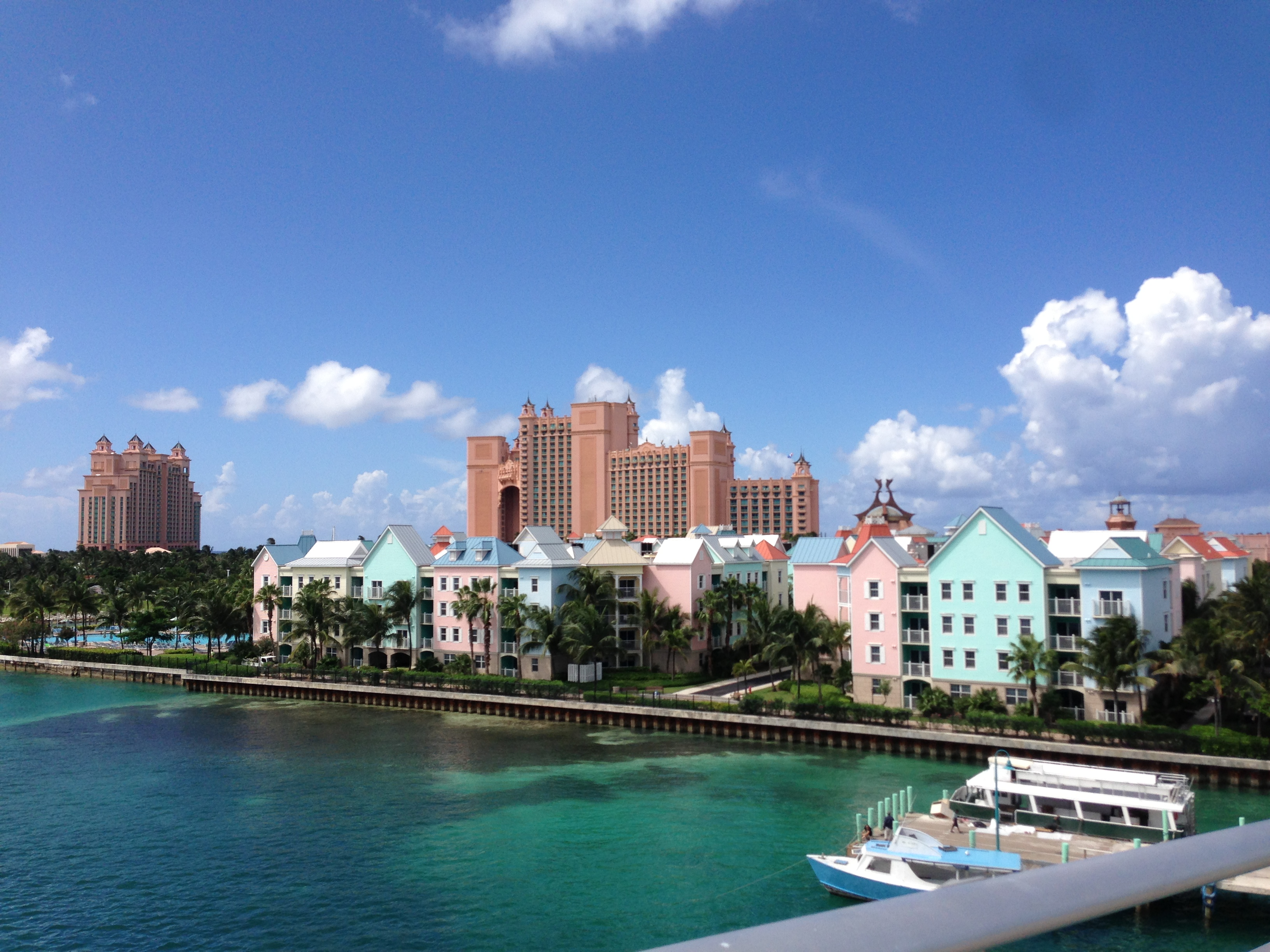
Private Wohnanlage im Süden der Insel, im Hintergrund der Atlantis-Komplex